# Schnepfenkopfhöhle bei Gelnhausen
Schnepfenkopfhöhle bei Gelnhausen este o arie protejată (arie specială de conservare — SAC, sit de importanță comunitară — SCI) din Germania întinsă pe o suprafață de 0,01 ha, integral pe uscat.

## Localizare
Centrul sitului Schnepfenkopfhöhle bei Gelnhausen este situat la coordonatele 50°12′26″N 9°12′47″E / 50.2072°N 9.2131°E.

## Înființare
Situl Schnepfenkopfhöhle bei Gelnhausen a fost declarat sit de importanță comunitară în noiembrie 2004 pentru a proteja 1 specie de animale. Situl a fost protejat și ca arie specială de conservare în martie 2008.

## Biodiversitate
Situată în ecoregiunea continentală, aria protejată conține 1 habitat natural: Peșteri inaccesibile publicului.
La baza desemnării sitului se află o specie protejată de  mamifere: liliac comun (Myotis myotis).
Pe lângă speciile protejate, pe teritoriul sitului au mai fost identificate 3 specii de nevertebrate.